# Barbara Benkó
Barbara Benkó, née le 21 janvier 1990 à Budapest, est une coureuse cycliste hongroise. Active en VTT, en cyclo-cross et sur route, elle détient plusieurs titres de championnes de Hongrie de VTT cross-country et marathon, et de cyclo-cross. Elle a représenté la Hongrie aux Jeux olympiques de 2012. Elle a été médaillée d'argent en VTT cross-country et contre-la-montre aux championnats du monde universitaire de cyclisme de 2014.

## Palmarès en VTT

### Jeux olympiques
- Londres 2012
  - 27e du cross-country

### Coupe du monde
- Coupe du monde de cross-country espoirs
  - 2011 : 2e du classement général
  - 2012 : 8e du classement général

- Coupe du monde de cross-country[1]
  - 2009 : 46e du classement général
  - 2010 : 42e du classement général
  - 2013 : 58e du classement général
  - 2014 : 37e du classement général
  - 2015 : 38e du classement général
  - 2016 : 30e du classement général
  - 2017 : 28e du classement général
  - 2018 : 19e du classement général
  - 2021 : 44e du classement général

### Championnats du monde
- Val di Sole 2008
  -  Médaillée d'argent du cross-country juniors
- Canberra 2009
  - 6e du cross-country espoirs
- Mont Saint-Anne 2010
  - 7e du cross-country espoirs
- Lillehammer 2014
  - 54e du cross-country eliminator
  - 54e du cross-country

### Championnats d'Europe
- Cappadoce 2007
  -  Médaillé d'argent du cross-country juniors
- Haïfa 2010
  - 5e du cross-country espoirs

### Championnats nationaux
- Championne de Hongrie de cross-country en 2014, 2015, 2016, 2017, 2018 et 2019
- Championne de Hongrie de VTT marathon en 2017

## Palmarès en cyclo-cross
- Championne de Hongrie de cyclo-cross en 2009, 2010, 2011, 2014, 2015, 2015, 2017, 2018
- GP Košice en 2017

## Palmarès sur route
- 2020
  -  Championne de Hongrie du contre-la-montre
  - 3e du championnat de Hongrie sur route